# Port lotniczy Naha
Port lotniczy Naha (jap. 那覇空港 Naha Kūkō) (IATA: OKA, ICAO: ROAH) – port lotniczy położony 2 km na zachód od Nahy, na Okinawie, w Japonii.

## Linie lotnicze i połączenia
Lotnisko według stanu na sierpień 2024 obsługiwane jest przez 25 linii lotniczych, oferujących 37 bezpośrednich połączeń do 6 krajów regionu Azji Wschodniej:
| Linia lotnicza         | Kierunek |
| ---------------------- | --- |
| Air China              | 1. Pekin |
| All Nippon Airways     | 1. Fukuoka 2. Hiroshima 3. Kobe 4. Matsuyama 5. Miyako 6. Nagoja 7. Osaka-Itami 8. Osaka-Kansai 9. Sendai 10. Takamatsu 11. Tokio-Haneda Sezonowo: 1. Niigata 2. Shizuoka |
| ANA Wings              | 1. Amami 2. Fukuoka 3. Ishigaki 4. Iwakuni 5. Kagoshima 6. Kumamoto 7. Matsuyama 8. Miyako 9. Miyazaki 10. Nagoja 11. Okinoerabu                                          |
| Asiana Airlines        | 1. Seul-Inczon |
| Batik Air Malaysia     | 1. Tajpej-Taiwan |
| China Airlines         | 1. Kaohsiung 2. Tajpej-Taiwan Taoyuan |
| China Eastern Airlines | 1. Szanghaj-Pudong |
| Eastar Jet             | 1. Seul-Inczon |
| EVA Air                | 1. Tajpej-Taiwan Taoyuan |
| HK Express             | 1. Hongkong |
| Hong Kong Airlines     | 1. Hongkong |
| Japan Airlines         | 1. Kumejima 2. Okinoerabu 3. Osaka-Itami 4. Tokio-Haneda 5. Yoron |
| Japan Transocean Air   | 1. Amami 2. Fukuoka 3. Ishigaki 4. Komatsu 5. Kumejima 6. Miyako 7. Nagoja 8. Okayama 9. Osaka-Kansai                                                                     |
| Jeju Air               | 1. Seul-Inczon |
| Jetstar Asia           | 1. Singapur |
| Jetstar Japan          | 1. Nagoja 2. Osaka-Kansai 3. Tokio-Narita |
| Jin Air                | 1. Seul-Inczon Sezonowo: 1. Pusan |
| Korean Air             | 1. Seul-Inczon |
| Peach Aviation         | 1. Fukuoka 2. Nagoja 3. Osaka-Kansai 4. Sapporo-Chitose 5. Tajpej-Taiwan Taoyuan 6. Tokio-Narita                                                                          |
| Skymark Airlines       | 1. Fukuoka 2. Ibaraki 3. Kobe 4. Nagoja 5. Shimojishima 6. Tokio-Haneda                                                                                                   |
| Solaseed Air           | 1. Fukuoka 2. Ishigaki 3. Kagoshima 4. Kobe 5. Miyazaki 6. Nagoja 7. Tokio-Haneda                                                                                         |
| Spring Airlines        | 1. Szanghaj-Pudong |
| Starlux Airlines       | 1. Taizhong 2. Tajpej-Taiwan Taoyuan |
| Thai AirAsia           | 1. Bangkok-Don Mueang 2. Tajpej-Taiwan Taoyuan |
| Thai VietJet Air       | 1. Bangkok-Suvarnabhumi 2. Tajpej-Taiwan Taoyuan |
| Tigerair Taiwan        | 1. Kaohsiung 2. Tajpej-Taiwan Taoyuan |
| T'way Air              | 1. Seul-Inczon |